# Meoneura californica
Meoneura californica is een vliegensoort uit de familie van de Carnidae. De wetenschappelijke naam van de soort is voor het eerst geldig gepubliceerd in 1961 door Sabrosky.